# Rolette
Rolette és una població dels Estats Units a l'estat de Dakota del Nord. Segons el cens del 2000 tenia 538 habitants.

## Demografia
Segons el cens del 2000, Rolette tenia 538 habitants, 243 habitatges, i 140 famílies. La densitat de població era de 207,7 hab./km².
Dels 243 habitatges en un 26,7% hi vivien nens de menys de 18 anys, en un 42,4% hi vivien parelles casades, en un 11,9% dones solteres, i en un 42% no eren unitats familiars. En el 40,7% dels habitatges hi vivien persones soles el 18,1% de les quals corresponia a persones de 65 anys o més que vivien soles. El nombre mitjà de persones vivint en cada habitatge era de 2,02 i el nombre mitjà de persones que vivien en cada família era de 2,7.
Per edats la població es repartia de la següent manera: un 20,6% tenia menys de 18 anys, un 6,9% entre 18 i 24, un 20,8% entre 25 i 44, un 22,7% de 45 a 60 i un 29% 65 anys o més.
L'edat mediana era de 46 anys. Per cada 100 dones de 18 o més anys hi havia 85,7 homes.
La renda mediana per habitatge era de 27.500 $ i la renda mediana per família de 36.563 $. Els homes tenien una renda mediana de 28.750 $ mentre que les dones 21.827 $. La renda per capita de la població era de 15.742 $. Entorn del 12,8% de les famílies i el 16,8% de la població estaven per davall del llindar de pobresa.

## Poblacions més properes
El següent diagrama mostra les poblacions més properes.